# Bečanj
Bečanj (cyr. Бечањ) – wieś w Serbii, w okręgu morawickim, w mieście Čačak. W 2011 roku liczyła 921 mieszkańców.